# Юлдашев, Александр Юрьевич
Александр Юрьевич Юлдашев (род. 12 мая 1967, г. Ош, Киргизская ССР, СССР) — российский вице-адмирал (2020), кандидат технических наук (2015), командующий Войсками и силами на Северо-Востоке (с 2018 года).

## Образование
- Факультет связи Калининградского высшего военно-морского училища (1984-1989)
- Высшие специальные офицерские классы ВМФ
- Военно-морская академия им. Н. Г. Кузнецова с отличием (1998-2000)
- Военная академия Генерального штаба Вооружённых сил Российской Федерации с отличием (2013-2015)

## Военная служба
По окончании училища получил назначение на Северный флот в 11-ю дивизию подводных лодок, которая базируется в Западной Лице Мурманской области. В 1989—1991 годах служил командиром группы засекреченной связи боевой части связи подводной лодки К-173 проекта 949А «Антей», в 1991—1993 годах в составе того же экипажа служил на однотипной АПЛ К-410. В 1991 и 1993 годах совершал переходы подо льдами Арктики с севера на Тихоокеанский флот.
В 1993—1998 годах служил в должностях помощника командира и старшего помощника командира подводных лодок.
В 2000—2001 годах — командир 603-го экипажа подводной лодки.
В 2001—2002 годах — командир подводной лодки К-502
В 2002—2006 годах — начальник штаба 7-й дивизии подводных лодок.
В 2007—2009 годах — командир 7-й дивизии подводных лодок Северного флота.
В 2009 году присвоено воинское звание контр-адмирала.
В 2009—2012 годах — командир 10-й дивизии подводных лодок Тихоокеанского флота
В 2012—2016 годах — заместитель командующего Приморской флотилией разнородных сил Тихоокеанского флота.
С ноября 2015 по январь 2016 года командовал отрядом кораблей Тихоокеанского флота ВМФ РФ в составе ракетного крейсера «Варяг», эсминца «Быстрый», танкера «Борис Бутома» и спасательного буксира «Алатау». Отряд представлял Россию в морской фазе совместных российско-индийских военных учений «Индра-2015» в Индийском океане.
В 2016—2018 годах — начальник штаба — первый заместитель командующего подводными силами Тихоокеанского флота.
С 29 января 2018 года — командующий Войсками и силами на Северо-Востоке.
31 января 2020 года принимал участие в праздновании 170-летия Войск и сил на Северо-Востоке. По поручению Губернатора Владимира Илюхина со 170-летием со дня образования войск и сил на Северо-востоке России военнослужащих поздравила первый вице-губернатор Камчатского края Ирина Унтилова.
«170 лет доблести и славы – за эти годы тысячи молодых людей давали присягу на верность Отечеству. Их всех объединяло одно – верность Отечеству, гордость за Отечество и готовность пожертвовать жизнью за Отечество. Именно поэтому группировка войск и сил на Северо-востоке России имеет такие достойные показатели. Вы, сидящие в этом зале, достойны славы тех поколений, которые стояли у истоков формирования группировки. Камчатские мальчишки всегда с гордостью смотрят на военных моряков, они хотят вам подражать, потому что они восхищаются вашей выправкой, уверенностью, ответственностью. Наверное, именно поэтому у нас так много камчатских военных династий и ребят, которые поступают в военные училища. Я очень благодарна вам за службу, за вашу честность и достоинство»
Указом Президента РФ 10 декабря 2020 года № 769 присвоено воинское звание вице-адмирала.
Воинские звания капитана 2 ранга и капитана 1 ранга присвоены досрочно.

## Награды
- Орден Александра Невского
- Орден Мужества
- Орден «За военные заслуги» (1998)[9].
- Медаль ордена «За заслуги перед Отечеством» 2 степени[9].
- Медаль «За отвагу» — За мужество и доблесть, проявленные при выполнении правительственного задания в условиях, связанных с риском для жизни, продвижение подо льдами Арктики на сверхмалых глубинах[9].
- Юбилейная медаль «300 лет Российскому флоту»[9].
- Медаль За боевые отличия
- Ведомственные награды Министерства обороны РФ[9].
- Лауреат премии имени генерала армии Дубынина.